# Œuf de Pâques
Pour les articles homonymes, voir Pâques (homonymie) et Œuf.
Pour les œufs de Pâques en informatique, voir Easter egg.

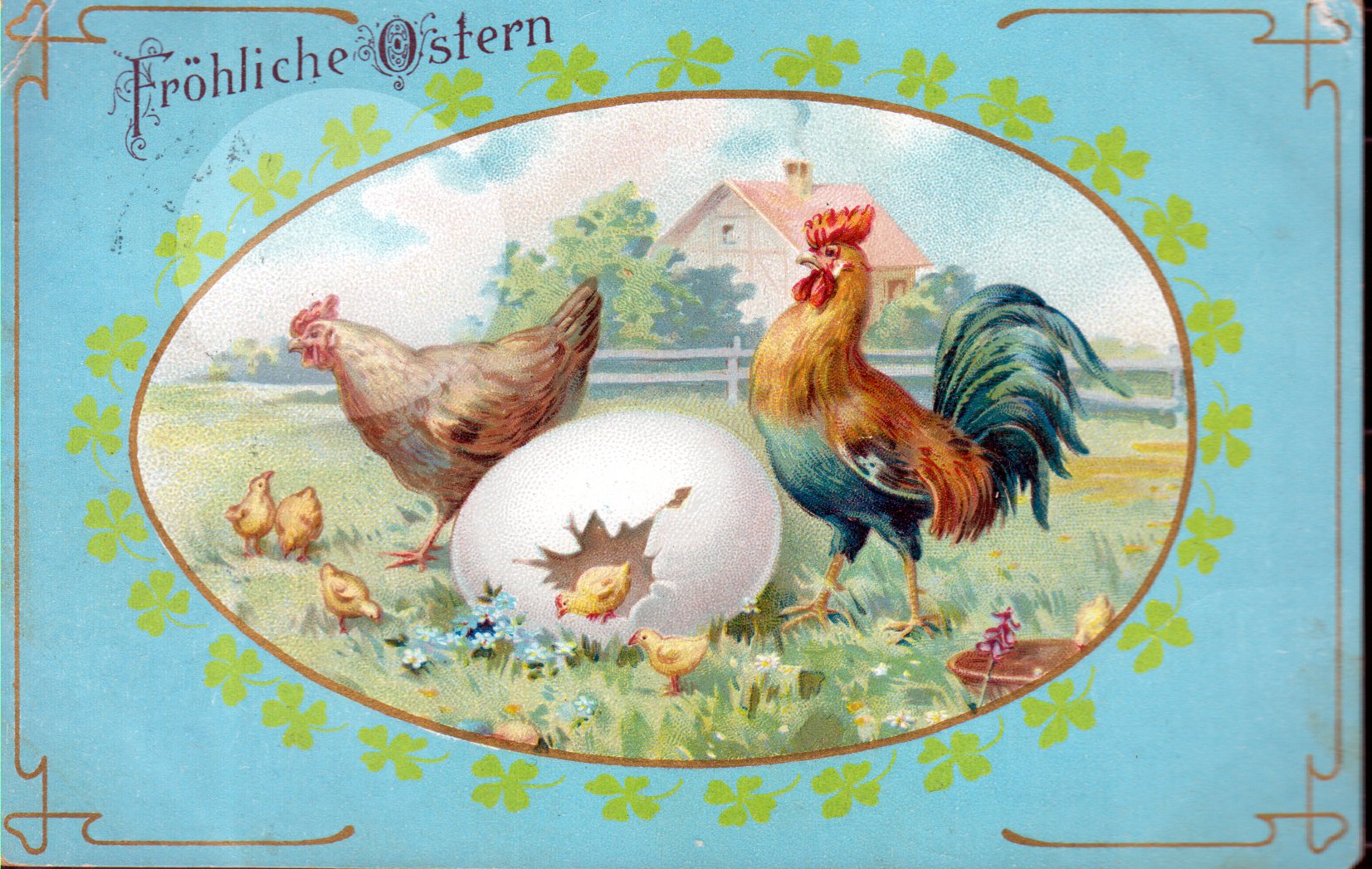
Carte postale illustrée d'un œuf de Pâques et des poulets dans une basse-cour. Début XXe.

La coutume d'offrir des œufs existait déjà dans l'Antiquité, héritage des traditions païennes. Les Perses, les Romains et les Égyptiens célébraient le retour du printemps, saison de l'éclosion de la nature, en offrant des œufs peints et décorés. Les œufs symbolisent la fécondité, le renouveau et la création. Cette tradition est perpétuée par les chrétiens avec l'œuf de Pâques, fête qui célèbre la résurrection du Christ et la promesse de la vie éternelle. Traditionnellement, il s'agit d'un œuf de poule cuit dur coloré et décoré. Cette tradition est particulièrement élaborée en Europe de l'Est. De nos jours, il peut s'agir d'un œuf en sucre ou en chocolat.
En Belgique comme en France, c'est un cadeau traditionnel offert le matin du dimanche de Pâques. Dans le quart nord-est de la France, en Suisse, en Grande-Bretagne et aux États-Unis, les enfants jouent à la chasse aux œufs supposés avoir été apportés par un lapin ou un lièvre ; dans les autres régions françaises ou d'autres pays du monde, des cloches de Pâques ont la même fonction que le lapin.

## Symbolique

### La création du monde

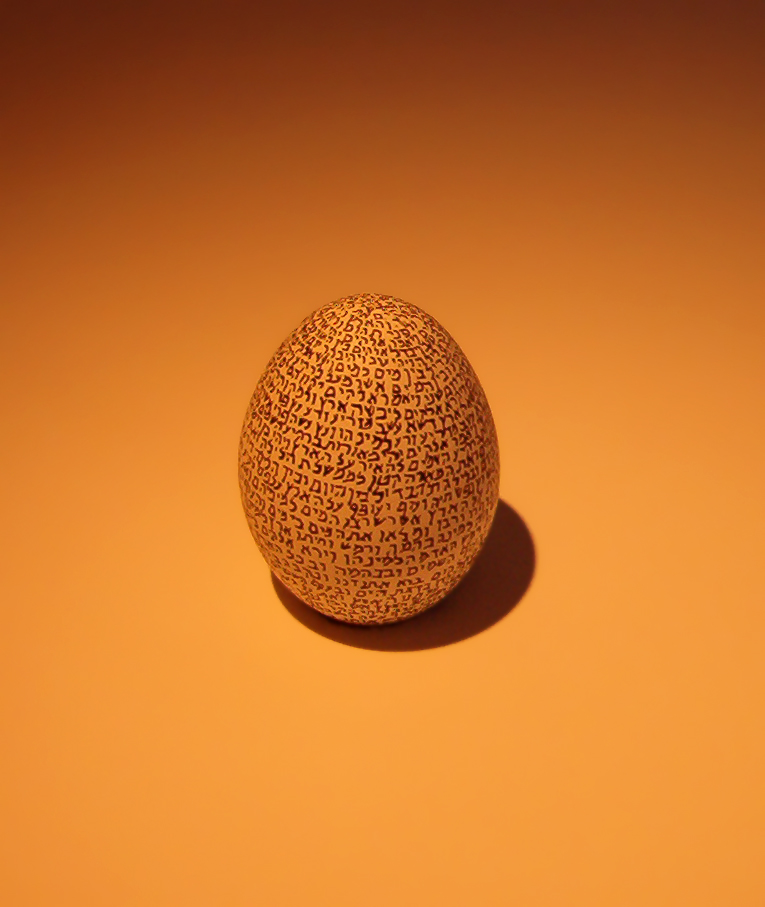
Le premier chapitre du Livre de la Genèse écrit sur un œuf, musée d'Israël à Jérusalem.

L'œuf est un motif mythologique présent dans le récit de la création de nombreuses cultures et civilisations. Par exemple, dans le Kalevala, livre de la grande tradition finlandaise, le monde est né de l'œuf. La coutume d'offrir des œufs décorés est bien antérieure au christianisme. Des œufs d'autruche décorés datant de 60 000 ans ont été découverts en Afrique australe. Des œufs d'autruche peints avec des motifs géométriques, animaliers ou végétaux sont retrouvés dans les tombes à Sumer ou en Égypte antique.

### Symbolique chrétienne
Le judaïsme le voit également comme un symbole du cycle de la vie ; encore de nos jours, l’œuf dur fait partie du repas de deuil, ainsi que du seder de la Pâque juive. Dans le christianisme, ils symbolisent la résurrection du Christ et sa sortie du tombeau, comme le poussin sort de l'œuf,,.
Une légende orthodoxe raconte que Marie de Magdala serait allée reprocher à l'empereur Tibère la mort de Jésus, et lui annoncer sa résurrection. Devant le scepticisme de celui-ci, l’œuf qu'elle tenait en main se serait alors teint en rouge (ce n'est aucunement mentionné dans la Bible)
,.

## Histoire

### Les œufs rouges
La tradition de s'offrir des œufs au printemps remonte à l'Antiquité : les Perses, les Égyptiens s'offraient en guise de porte-bonheur des œufs de poule décorés en signe de renouveau. L'œuf est rattaché à Pâques chez les chrétiens coptes dès la fin du Ve siècle, peut-être en souvenir des œufs ardents (ova ignita) avec lesquels furent torturés les martyrs ou de l’œuf rouge pondu par une poule impériale le jour de la naissance d'Alexandre Sévère en 208 après J.C.

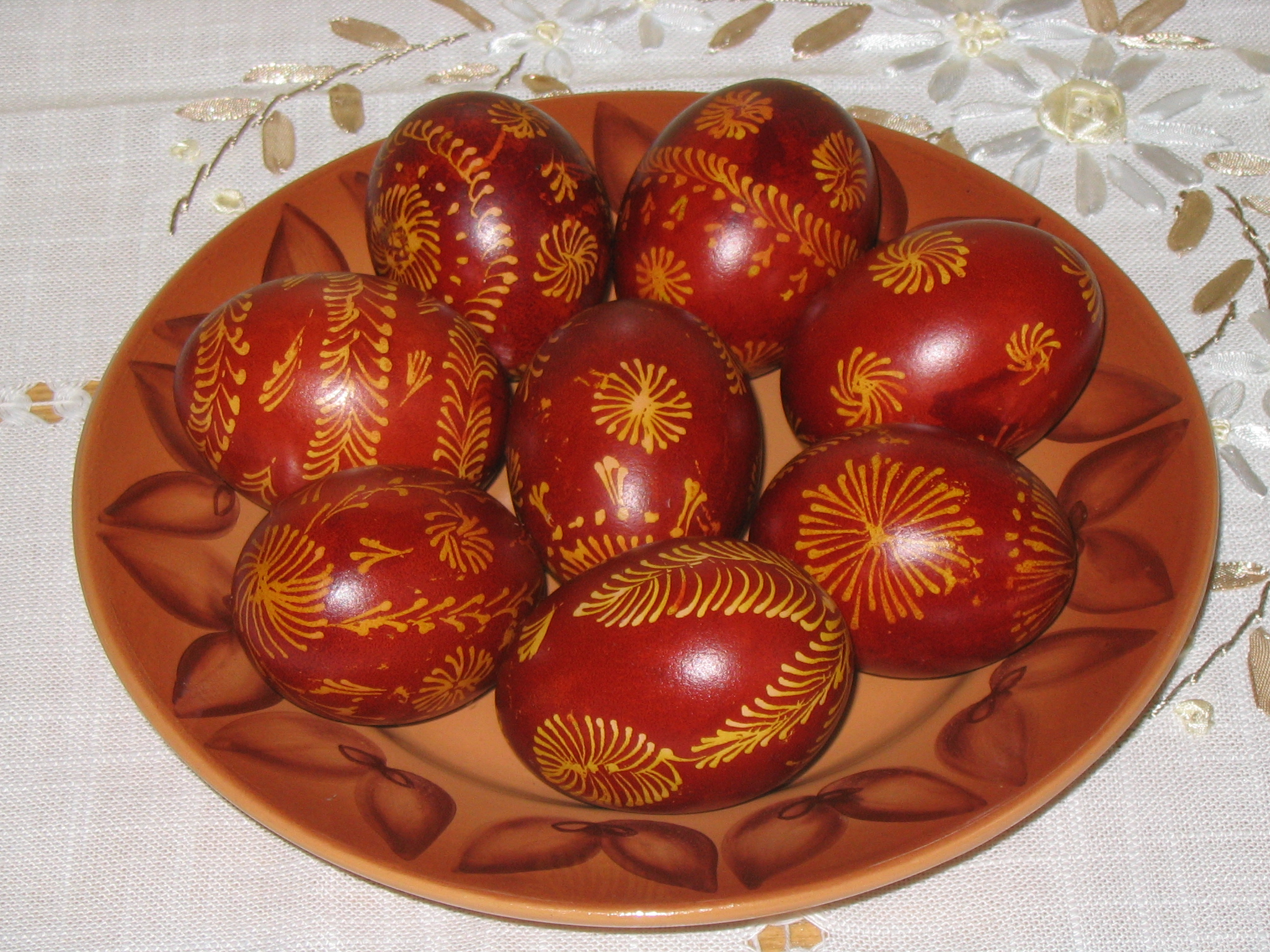
Œufs de Pâques en Biélorussie.

Traditionnellement pour les orthodoxes, la décoration des œufs de Pâques commence le Jeudi saint. Le premier œuf peint - en rouge vif - doit avoir été pondu le Jeudi saint, et est conservé comme porte bonheur. Les suivants sont également peints en rouge ou décorés de motifs vifs. Il est de tradition d'en échanger avec ses proches le jour de Pâques, en se saluant par l'invocation « Christ est ressuscité ! » ; pour le repas de Pâques, on les consomme après avoir brisé la coquille de son œuf contre l’œuf de son voisin de table. En Roumanie, le premier convive dit en même temps qu'il brise son œuf : Hristos a înviat et son voisin lui répond : adevarat a înviat (Christ est ressuscité ; c'est vrai, il est ressuscité). Cette tradition existe aussi en Albanie. Le premier convive dit : Krishti u ngjall et le second : Vërtet u ngjall ! (Christ est ressuscité ; vraiment ressuscité !)
En France, bien qu'il soit souvent dit que l'origine des œufs de Pâques était liée à l'interdiction de la consommation des œufs pendant le carême, les premiers textes qui parlent de cette tradition concernent l'Alsace et remontent au XVe siècle, époque à laquelle le jeûne du carême catholique avait été considérablement allégé.
Cette tradition de conserver les œufs pondus pendant le carême puis de les décorer avant de les offrir à Pâques se développe surtout dans les cours royales avant de se diffuser dans les familles bourgeoises. Au cours de la première révolution industrielle, se met en place un processus qui associe cadeaux et commerce, les Allemands ayant l'idée à la fin du XIXe siècle de remplacer les œufs de poule par des œufs au chocolat.

### Œufs peints,pissankaet œufs précieux
Une technique populaire de décoration des œufs de Pâques, appelée « pissanka » (en polonais: pisanka, en ukrainien : писанка), associe l'usage de la teinture et de la cire.

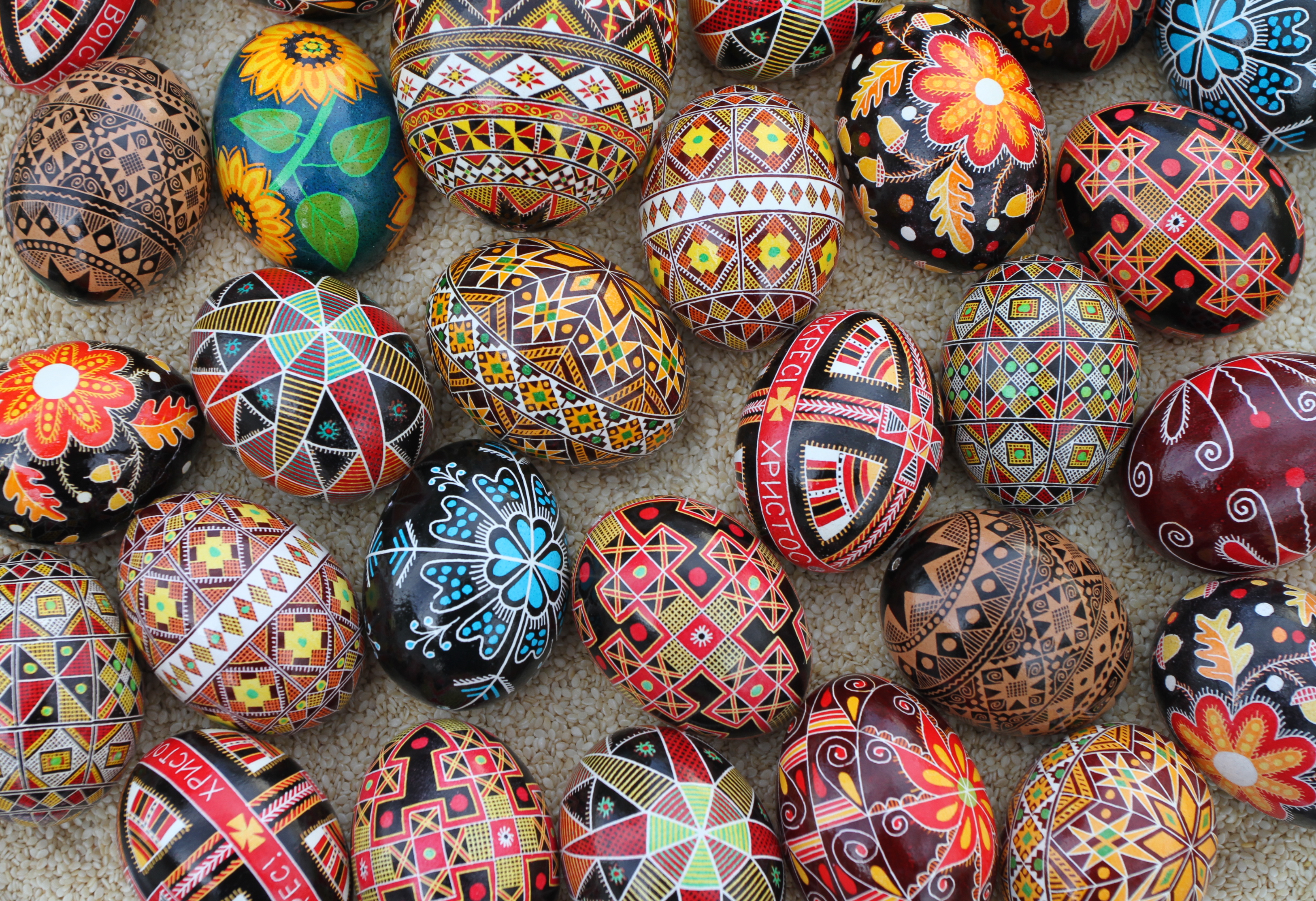
Œufs décorés selon la technique du pissanka.

Le tracé général du motif est d'abord réalisé au crayon, puis à l'aide d'un instrument appelé « kistka », on dépose de la cire chaude sur les emplacements que l'on ne veut pas teinter. On trempe ensuite l'œuf dans le premier bain de teinture, une teinte claire. Une fois l'œuf séché, on recouvre de cire chaude les emplacements que l'on veut conserver de cette teinte. On trempe dans une seconde teinture, et on réitère le procédé (séchage, cire, teinte) autant de fois qu'il y a de couleurs, en allant toujours des couleurs les plus claires aux plus foncées.
On chauffe ensuite légèrement l'œuf (soit dans un four, soit à une flamme de bougie) pour faire fondre la cire. Les couleurs apparaissent alors.

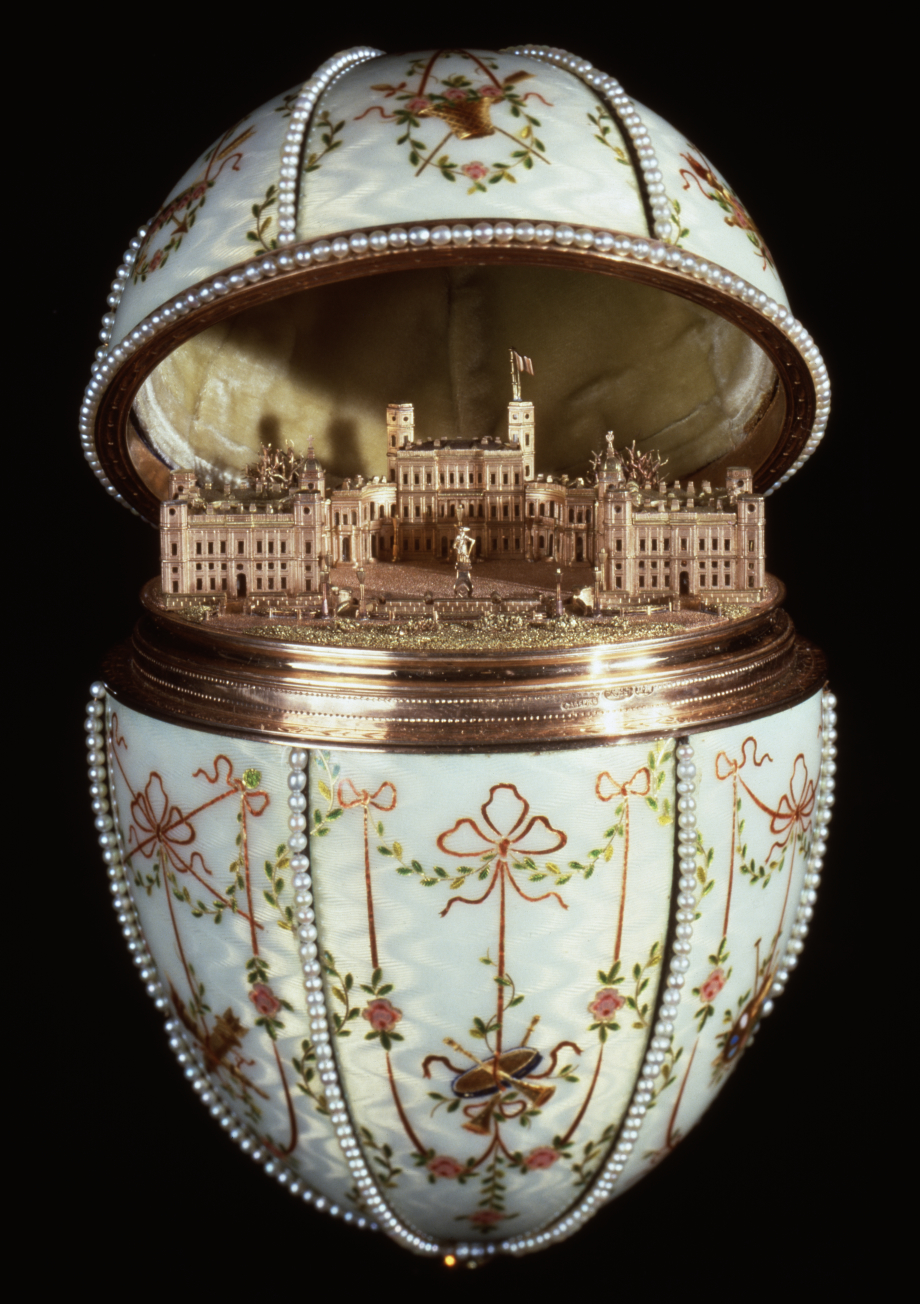
Œuf du palais de Gatchina, par Fabergé.

Dès la Renaissance, l'usage d'offrir des œufs précieux apparut dans les cours royales ; Édouard Ier d'Angleterre faisait décorer quelques centaines d’œufs à la feuille d'or pour les distribuer à sa famille.
On a dit que Louis XIV faisait bénir de grandes corbeilles d'œufs dorés qu'il remettait aux courtisans et à son domestique. La tradition aurait fait du roi le destinataire du plus gros œuf du royaume.
À l'époque de Louis XV, la fille de celui-ci reçut en cadeau des œufs peints par Watteau et Lancret.
À la fin du XIXe siècle, à la cour impériale de Russie, Nicolas II offrait pour Pâques à son épouse et à sa mère des œufs de Fabergé, pièces d'orfèvrerie en or et pierres précieuses considérés comme des chefs-d'œuvre de ce joaillier.

### Des œufs peints aux œufs en chocolat

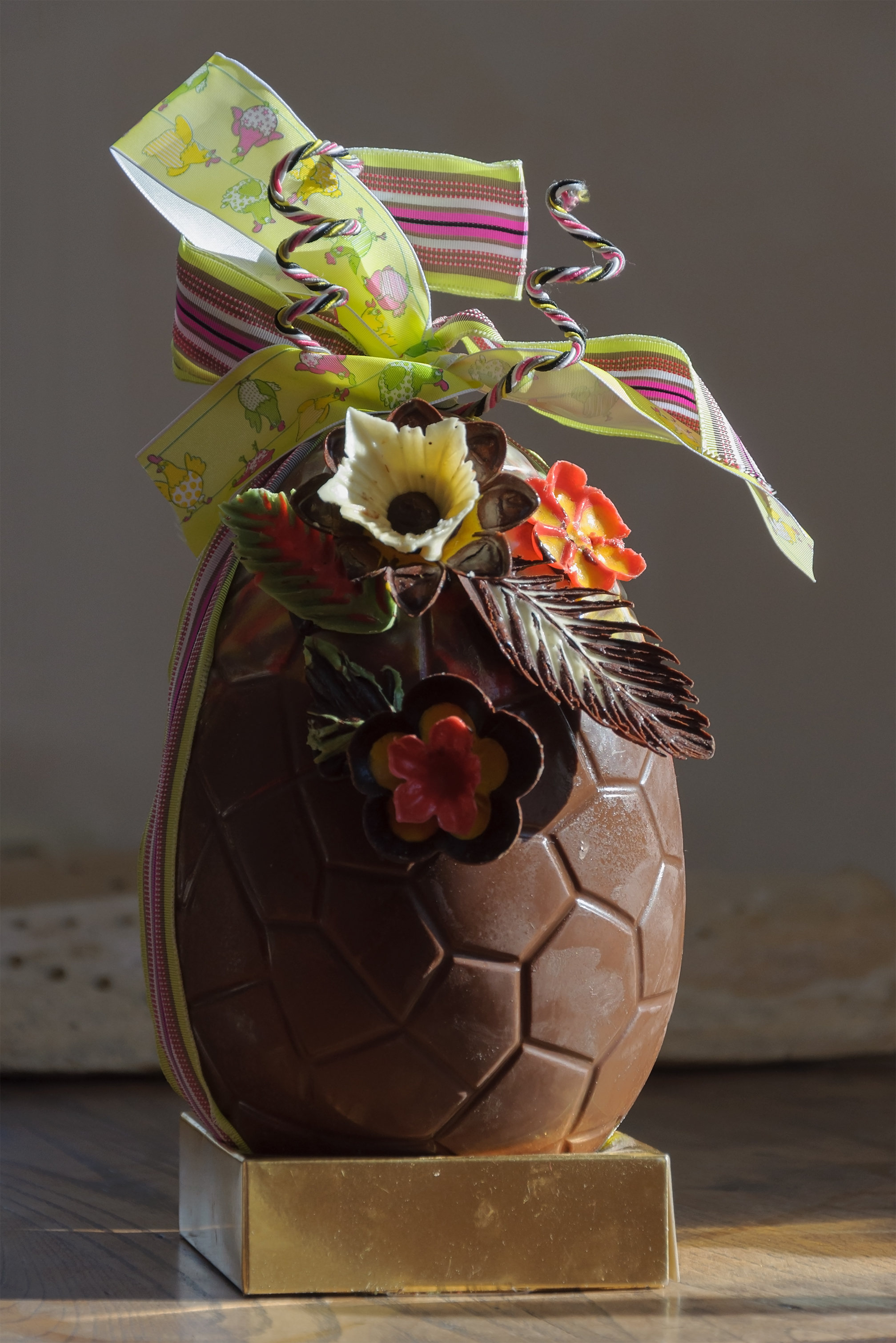
Œuf de Pâques en chocolat.

Jusqu'au XIXe siècle, les œufs étaient naturels et décorés par les enfants : dans les campagnes, ils étaient teints en rouge avec des rouelles d’oignon cuites, une décoction de racine de prunier ou de bois de Campêche ; en violet avec du bois de brésil, de la betterave ou des violettes ; en rose pâle avec des épluchures de radis ou en vert avec des feuilles d’ortie ou de lierre ; en brun avec de la chicorée. Des œufs chamarrés étaient obtenus en les faisant cuire dans une mousseline contenant des herbes et des fleurs.

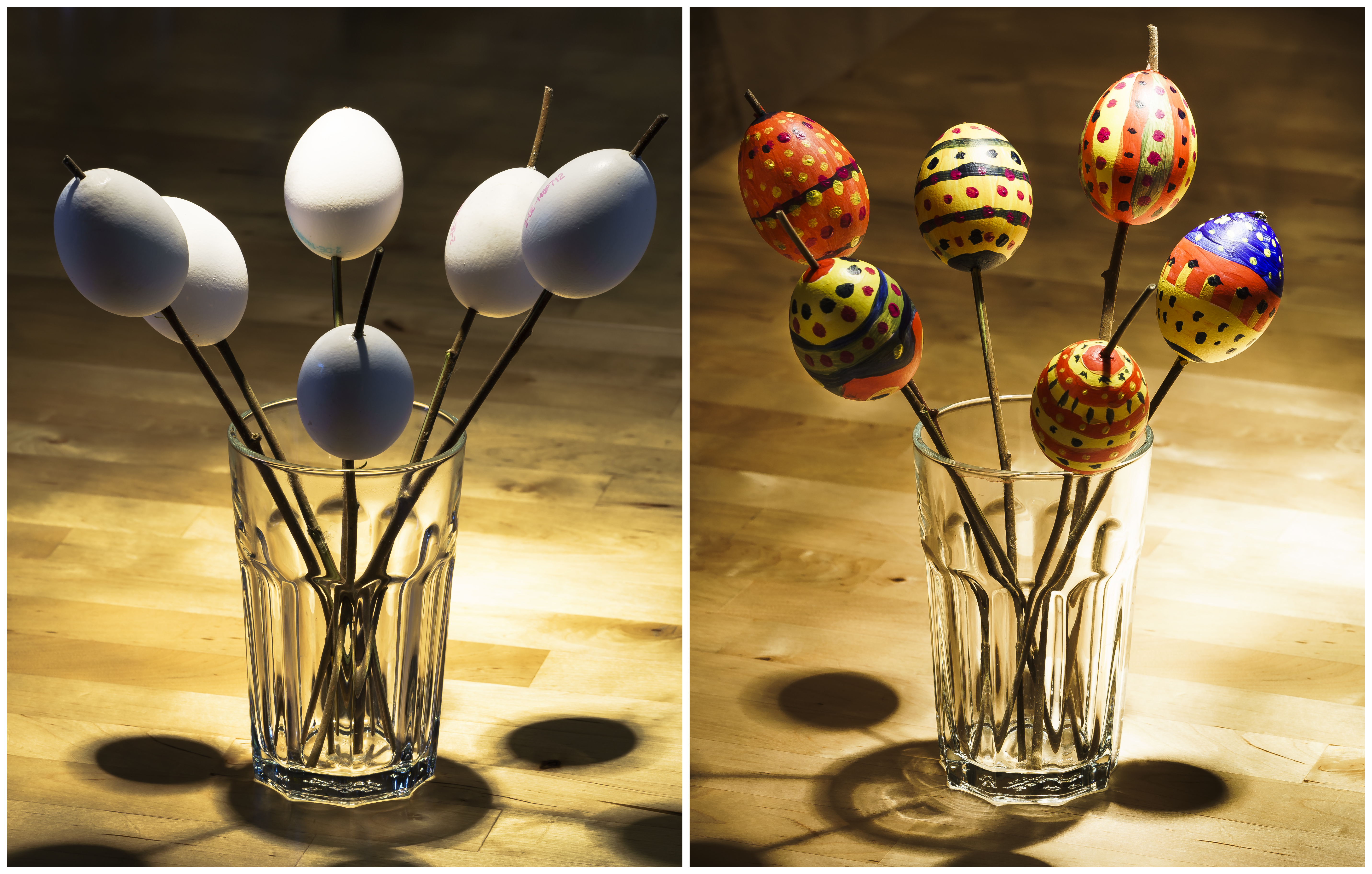
Œufs avant et après la coloration.

À partir du XVIIIe siècle les œufs frais sont vidés pour les remplir de chocolat liquide. En 1847 les frères Fry inventent un mélange « sucre, beurre de cacao, chocolat en poudre » qui permet d'obtenir une pâte molle que l'on peut verser dans des moules. Le chocolat qui n'était jusque-là consommé que comme boisson peut désormais être croqué, et façonné sous de multiples formes par les confiseurs. La démocratisation du chocolat date en France de la fin du Second Empire avec le développement du moulage, le plus ancien moule attesté étant un moule en fer blanc étamé de 1870 réalisé par la maison Létang et Rémy à Paris.
À l'œuf est associée la poule, qu'on trouve maintenant sous forme de statuette en chocolat. Les confiseries peuvent aussi représenter d'autres sujets, comme des lapins.

## Jeux et traditions

### Roulement des œufs
En Angleterre, en Allemagne et dans d’autres pays, la tradition à Pâques voulait que les enfants fassent rouler les œufs jusqu’au bas de la colline. Cette tradition, ainsi que d’autres comme le lapin de Pâques, fut importée dans le Nouveau Monde par des colons européens,.
En 1880, Lucy Webb Hayes institua la coutume de donner une course aux œufs sur la pelouse de la Maison Blanche.

### Batailles d’œufs

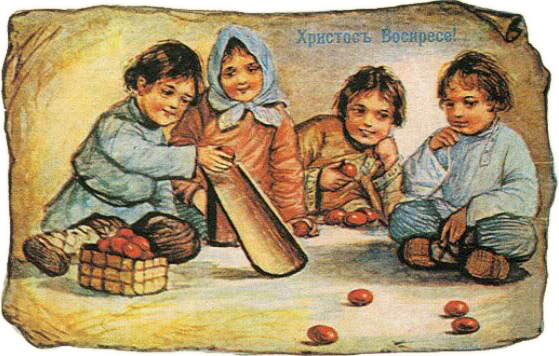

La coutume de la bataille d’œuf est aussi répandue dans les pays de tradition orthodoxe. Après la célébration du samedi saint à l'église, lors du repas familial chacun choisit un des œufs décorés. Deux à deux, chacun frappe son œuf contre celui d'un l'autre. Le gagnant est celui qui parvient à garder son œuf intact, l’œuf vainqueur est aussi considéré comme signe de chance.

### L'arbre de Pâques
L'arbre de Pâques (Osterbaum) est une tradition originaire d'Allemagne qui consiste à décorer un arbre du jardin avec des œufs de Pâques.

## Galerie

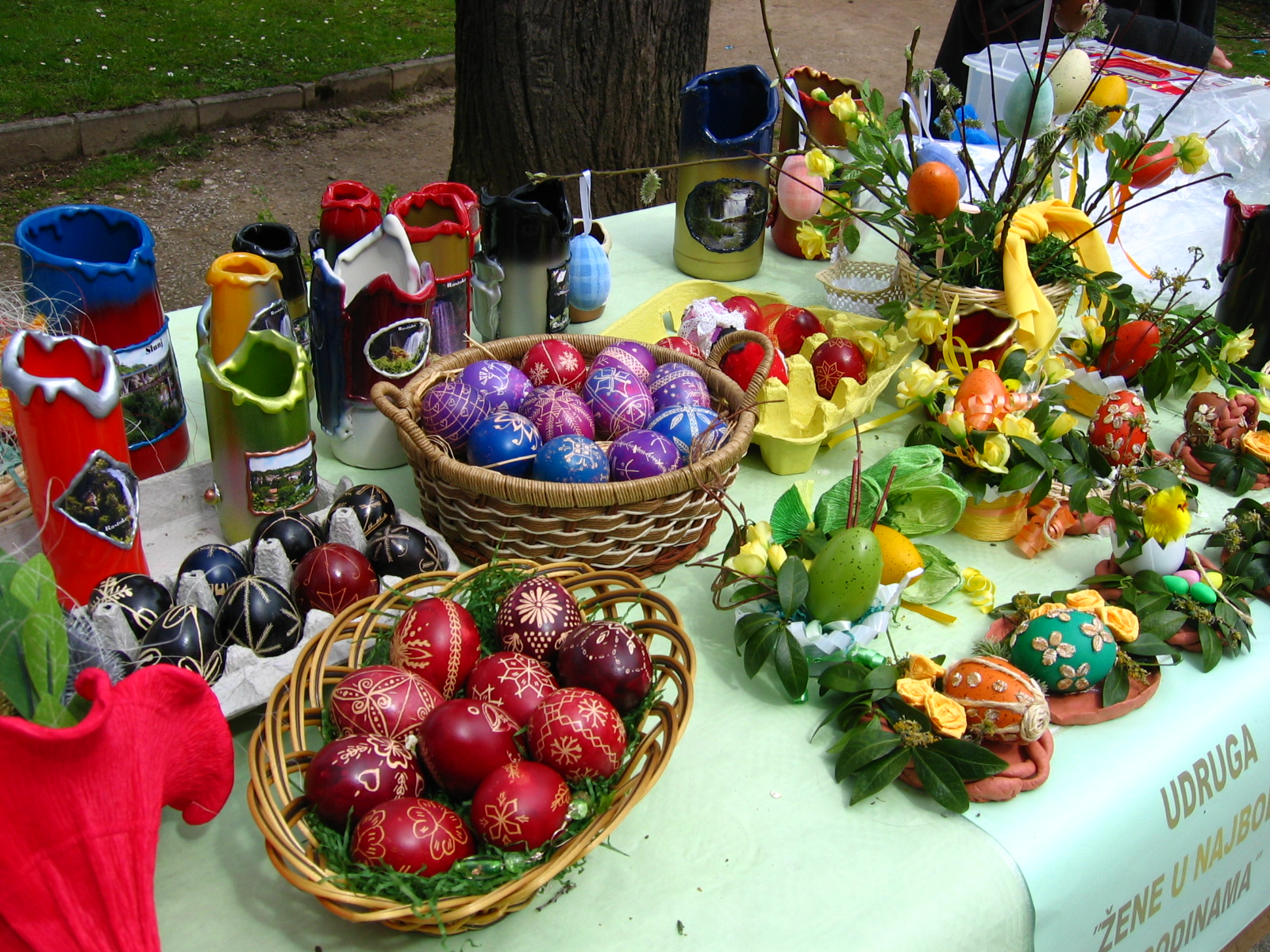
Œufs de Pâques en Croatie.
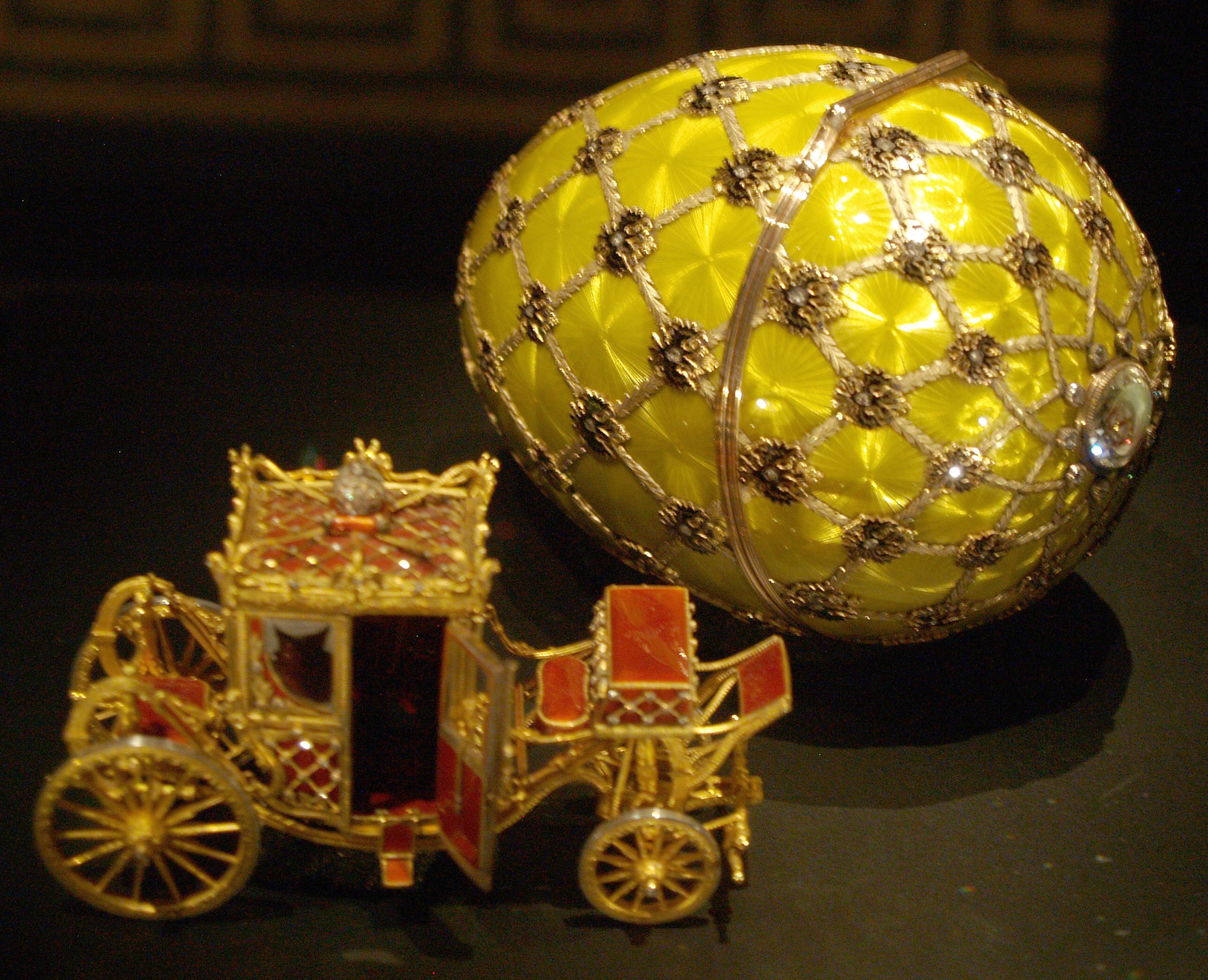
Œuf au carrosse du couronnement, par Fabergé.
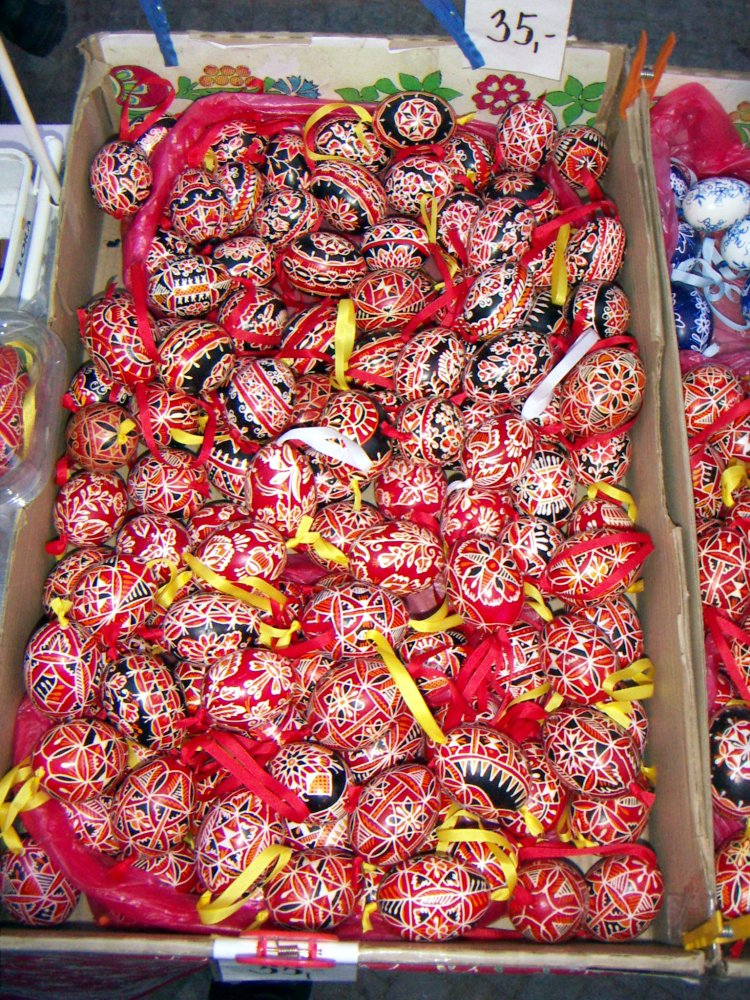
Œufs de Pâques en République tchèque.
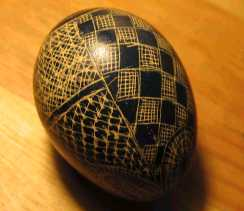
Drapanka de la Pologne.
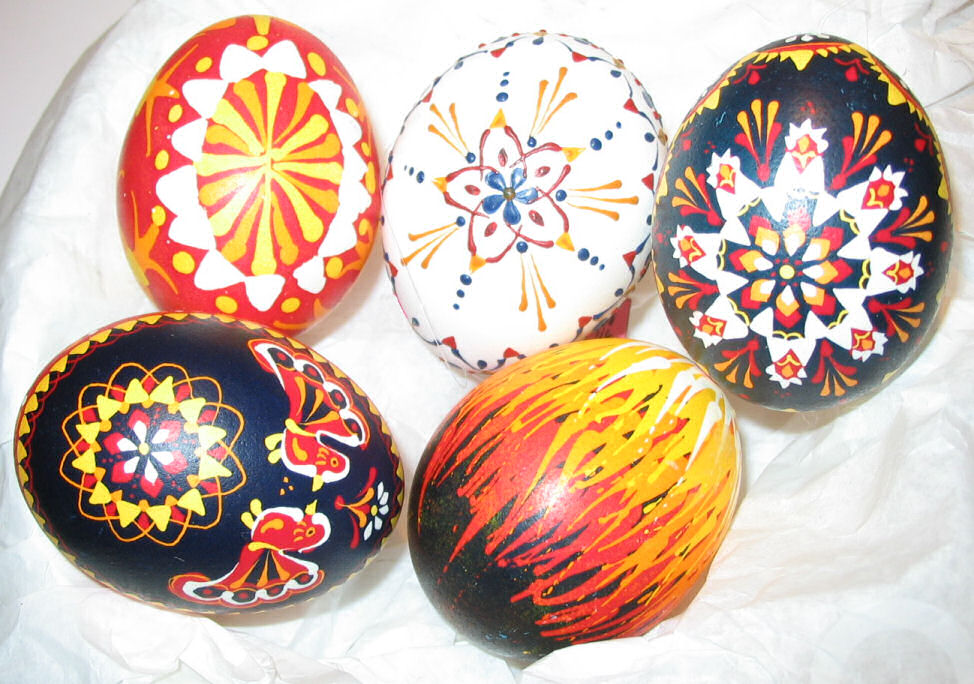
Œufs de Pâques en Sorabie.
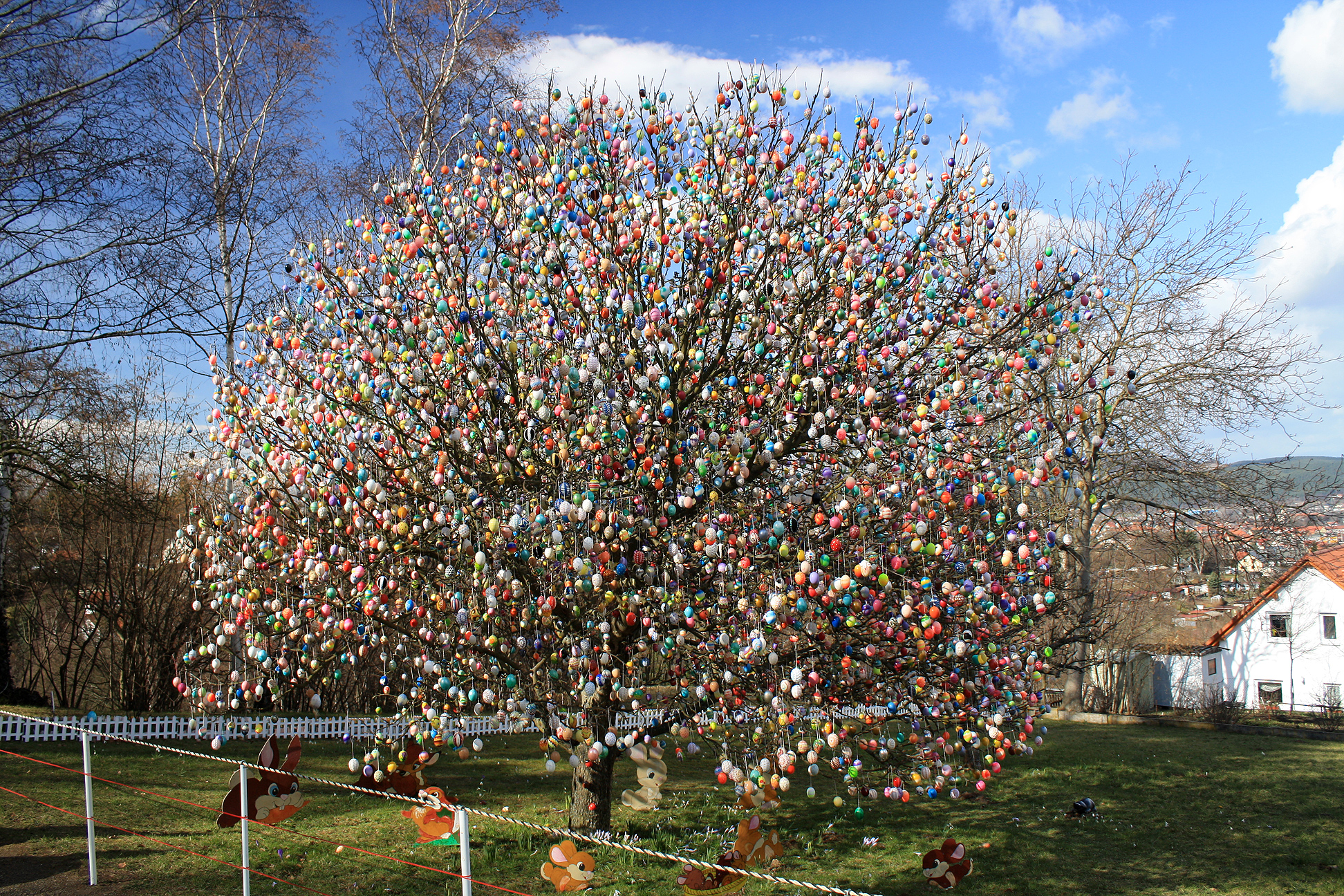
Arbre de Pâques constitué de 9 200 en Thuringe.
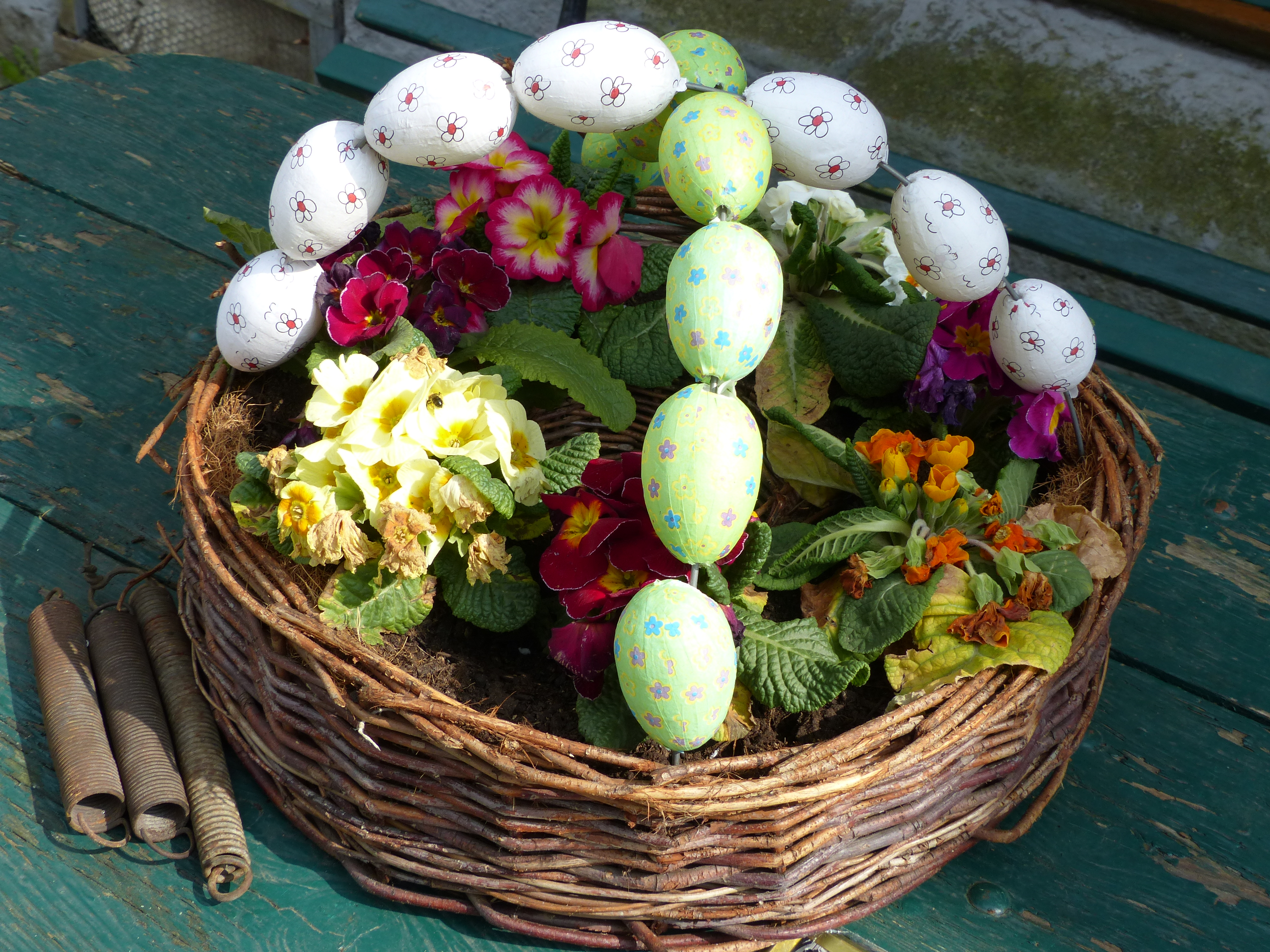
Bouquet de Pâques dans la Saxe.
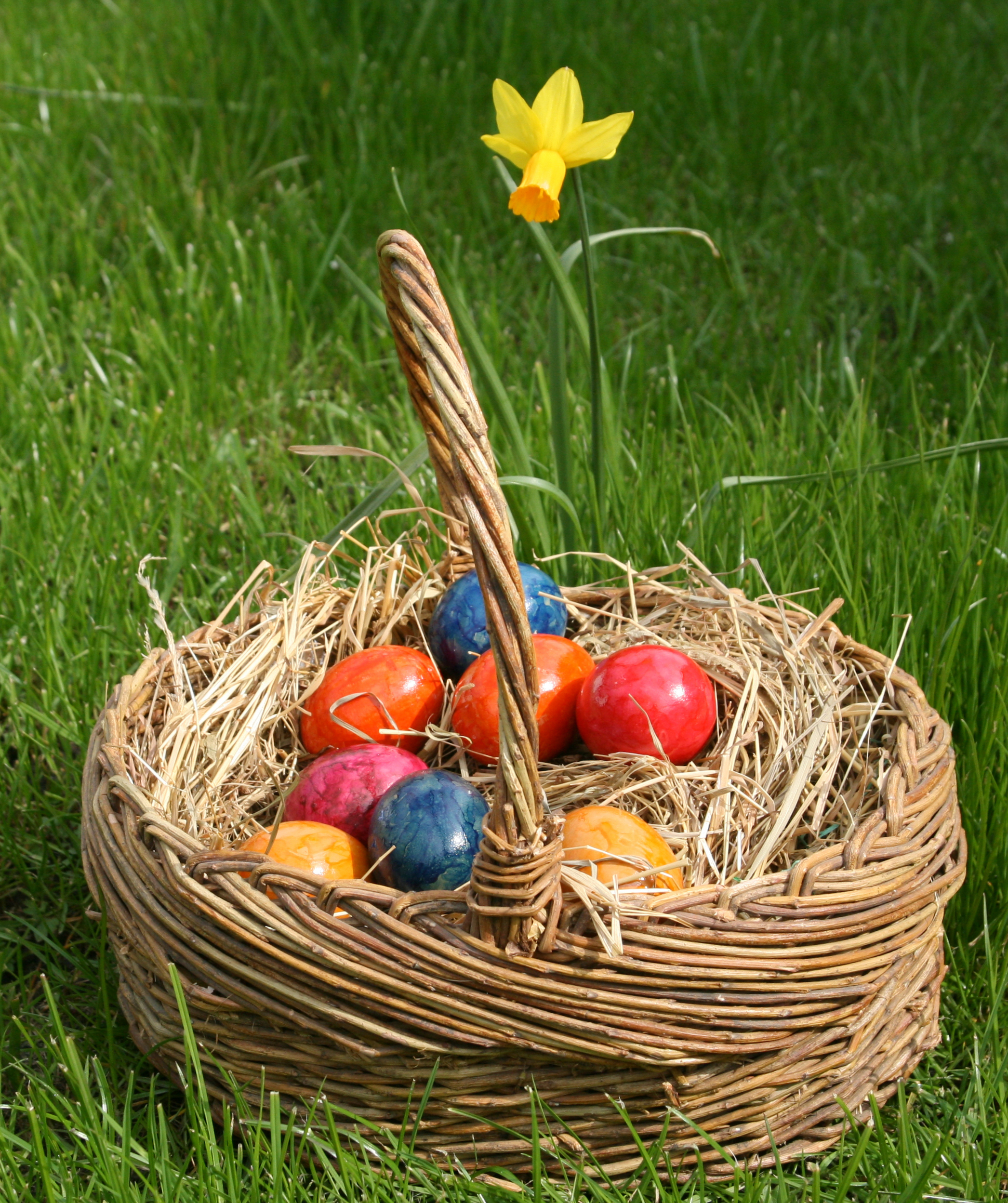
Panier d'œufs de Pâques en Allemagne.